# Nemiri
Nemiri su vrsta građanskog nemira često karakterizavno sa neorganizovanim masama ljudi koje se bune protiv legitimitni problema, ili što ljudi smatraju da su legimitni problemi. Ovo inače dođe do napada protiv vlasti, ljudi, ili imovine. Ovi nemiri se često dešavaju zbog neke nepravde.
Neredi se često dešavaju kao reakcija na pritužbu ili zbog neslaganja. Istorijski gledano, nemiri su se dešavali zbog siromaštva, nezaposlenosti, loših životnih uslova, vladinog ugnjetavanja, oporezivanja ili regrutacije, sukoba između etničkih grupa (rasni neredi) ili religija (sektaško nasilje, pogrom), ishoda sportskog događaja (sportski neredi, fudbal huliganizam) ili frustracija legalnim kanalima za prenošenje pritužbi.
Dok pojedinci mogu pokušati da predvode ili kontrolišu nerede, neredi se obično sastoje od neorganizovanih grupa koje su često „haotične i pokazuju ponašanje krda“. Sve je više dokaza koji sugerišu da neredi nisu iracionalno ponašanje nalik krdu (ponekad se naziva mentalitet rulje), ali zapravo sledi izvrnute društvene norme.
Suočavanje sa neredima je često težak zadatak za policijske snage. Oni mogu koristiti suzavac ili CS gas za kontrolu izgrednika. Interventna policija može da koristi nesmrtonosne metode kontrole, kao što su sačmarice koje ispaljuju fleksibilnu sačmu da bi povredile ili na drugi način onesposobile izgrednike radi lakšeg hapšenja.

## Klasifikacija
Nered za hranu su uzrokovani neuspehom žetve, nestručnim skladištenjem hrane, gomilanjem, trovanjem hrane ili napadima štetočina poput skakavaca. Kada javnost postane očajna zbog takvih uslova, grupe mogu napasti prodavnice, farme, kuće ili vladine zgrade da bi nabavile hleb ili drugu osnovnu hranu kao što su žito ili so. T. S. Ašton je, u svojoj studiji o neredima u vezi sa hranom među rudarima uglja, primetio da „turbulencija među rudarima uglja, naravno, može se objasniti nečim elementarnijim od politike: to je bila instinktivna reakcija muškosti na glad.“ Čarls Vilson je primetio: „Spasmodičan porast cena hrane izazvao je da se splavari sa Tajna pobune 1709. godine, da rudari kalaja pljačkaju žitnice u Falmutu 1727.” U Egipatskim neredima za hleb 1977. godine, stotine hiljada ljudi pobunilo se nakon što su prestale subvencije za hranu i porasle cene.
Policijski neredi je izraz za nesrazmernu i nezakonitu upotrebu sile od strane policijske grupe protiv grupe civila. Ovaj termin se obično koristi da opiše policijski napad na civile ili provociranje civila na nasilje.
U verskom neredu, ključni faktor je religija. Rulja koja se pobunila cilja na ljude i imovinu određene religije, ili one za koje se veruje da pripadaju toj religiji.
Sportski neredi kao što su Nika nemiri mogu biti izazvani gubitkom ili pobedom određenog tima ili sportiste. Navijači ova dva tima takođe mogu da se bore. Sportski nemiri se mogu desiti kao rezultat timova koji se bore za prvenstvo, duge serije utakmica ili rezultata koji su blizu. Sport je najčešći uzrok nereda u Sjedinjenim Državama, koji prate više od polovine svih prvenstvenih utakmica ili serija. Skoro svi sportski neredi u Sjedinjenim Državama dešavaju se u gradu pobedničkog tima.

## Efekti
Ekonomski i politički efekti nemira mogu biti složeni koliko i njihovo poreklo. Uništavanje imovine i šteta za pojedince često su odmah merljivi. Tokom nereda u Los Anđelesu 1992. godine, 2.383 osobe su povređene, više od 12.000 je uhapšeno, 63 osobe su ubijene, a preko 700 preduzeća je spaljeno. Materijalna šteta procenjena je na preko milijardu dolara. Najmanje deset ubijenih ubijeno je od strane policije ili Nacionalne garde.

## Kontrola nereda i zakoni
Neredima se obično bavi policija, iako se metode razlikuju od zemlje do zemlje. Taktike i oružje koje se koristi mogu uključivati pse napadače, vodene topove, plastične metke, gumene metke, biber sprej, fleksibilne palice i ekipe za otimanje. Mnoge policijske snage imaju namenska odeljenja koja se bave situacijama javnog reda. Neki primeri su Teritorijalna grupa za podršku (London), Specijalna patrolna grupa (London), Republičke bezbednosne kompanije (Francuska), Mobilna jedinica (Holandija) i jedinice za hapšenje (Nemačka).
Policijski nadzor nad neredima narušen je incidentima u kojima je policija optužena za izazivanje nereda ili nasilja mase. Iako je gore opisano oružje zvanično označeno kao nesmrtonosno, određeni broj ljudi je umro ili je povređen kao rezultat njihove upotrebe. Na primer, sedamnaest smrtnih slučajeva prouzrokovano je gumenim mecima u Severnoj Irskoj tokom trideset pet godina između 1970. i 2005. godine.

## Vrste Nemira
- Policajski Nemir
- Zatvorenički Nemir
- Rasni Nemir
- Studentski Nemir
- Urbani Nemir
- Nemir zbogi Hrane/Hranski Nemiri

## Literatura
- Blackstone's Police Manual. ISBN 0-19-928522-5.. Volume 4, "General police duties". Fraser Simpson (2006). p. 245. Oxford University Press. .
- Bessel, Richard; Emsley, Clive (2000). Patterns of Provocation: Police and Public Disorder. Berghahn Books. ISBN 1-57181-228-8.
- Bloome, Clive (2003). Violent London: 2000 Years of Riots, Rebels and Revolts. London: Sidgwick & Jackson. ISBN 0-283-07310-1.
- Bohstedt J. (1983). Riots and Community Politics in England and Wales, 1790–1810. Cambridge, MA: Harvard University Press.
- Clover, Joshua (2016). Riot: The New Era of Uprisings. London: Verso. ISBN 978-1-78478-059-3.
- Hernon, Ian (2006). Riot!: Civil Insurrection from Peterloo to the Present Day. Pluto Press. ISBN 0-7453-2538-6.
- Nagl, Dominik (2013). No Part of the Mother Country, but Distinct Dominions - Rechtstransfer, Staatsbildung und Governance in England, Massachusetts und South Carolina, 1630–1769. LIT. ISBN 978-3-643-11817-2. Online pp. 594
- Olzak S, Shanahan S, McEneaney EH (1996). „Poverty, segregation and race riots: 1960 to 1993.”. Am. Sociol. Rev. 61 (4): 590—613.
- Waddington, P. A. J. (1991). The Strong Arm of the Law: Armed and Public Order Policing. Clarendon Press. ISBN 0-19-827359-2.
- Wilkinson, Steven. 2009. "„Riots”. doi:10.1146/annurev.polisci.12.041307.075517.." Annual Review of Political Science.
- Wilkinson S. (2004). Votes and Violence: Ethnic Competition and Ethnic Riots in India. New York: Cambridge University Press.
- Gainot, Bernard (2005). „Histoire de la Maréchaussée et de la Gendarmerie. Guide de recherche” [History of the National Gendarmerie and the Gendarmerie]. Annales historiques de la Révolution française (на језику: француски). 342 (342): 253—255. doi:10.4000/ahrf.1961.
- Bruneteaux, Patrick (1996). Maintenir l'Ordre: Les transformations de la violence d'Etat en régime démocratique [Maintaining Order: The Transformations of State Violence into a Democratic System] (на језику: француски). Paris: Presses de Sciences Po. ISBN 978-2724606768.
- Histoire de la Gendarmerie mobile d'Île-de-France [History of the Île-de-France Mobile Gendarmerie] (на језику: француски). Spe Barthelemy Eds. 24. 11. 2006.
- Vortisch, Hans-Christian (10. 1. 2008).  Masters, Phil, ур. „GURPS Martial Arts: Fairbairn Close Combat Training” (PDF). Steve Jackson Games. Архивирано из оригинала (PDF) 06. 06. 2013. г. Приступљено 17. 04. 2023.
- „Article II. Definitions and Criteria”. OPCW. Organisation for the Prohibition of Chemical Weapons. Приступљено 31. 3. 2018.
- „CS Gas”. h2g2, The Hitchhiker's Guide to the Galaxy: Earth Edition. British Broadcasting Corporation. 19. 4. 2011. Приступљено 26. 12. 2008.
- „CS Gas: How to combat the effects”. Do or die: Voices from Earth First!. United Kingdom (7): 135. 1998. ISSN 1462-5989. Архивирано из оригинала 24. 10. 2002. г.
- U.S. Army Chemical and Biological Defense Command (CBDCOM) (јун 1998), Commercial Backpack Blower/Sprayer System (PDF), Архивирано из оригинала (PDF) 28. 7. 2004. г.
- „Operation TAILWIND Review: Extract of U.S Air Force Report”. Air Force Historical Office. 16. 7. 1998. Архивирано из оригинала 20. 4. 2009. г.
- Kostof, Spiro (1991). The City Shaped: Urban Patterns and Meanings Through History. Bulfinch Press. стр. 230. ISBN 978-0821218679.
- „Experimental Riot Control: Riot Foam”. How It Works Magazine. How It Works. август 2011.
- Dahrendorf, Ralf (1959). Class & Class Conflict in Industrial Society. Stanford University Press. ISBN 0804705615. (also available in hardback as  0804705607).
- Faux, Jeff (2006). The Global Class War: How America's Bipartisan Elite Lost Our Future and What It Will Take to Win It Back. John Wiley and Sons. ISBN 978-0471697619.
- Yi, Li (2005). The Structure and Evolution of Chinese Social Stratification. University Press of America. ISBN 0761833315.
- Abidor, Mitchell, ур. (2016). Death to Bourgeois Society: The Propagandists of the Deed. PM Press. ISBN 978-1629631127.
- The International Encyclopedia of Revolution and Protest: 1500 to the Present, ed. by Immanuel Ness, Malden, MA [etc.]: Wiley & Sons, 2009.
- Klein, Matthew C.; Pettis, Michael (2020). Trade Wars Are Class Wars: How Rising Inequality Distorts the Global Economy and Threatens International Peace. Yale University Press. ISBN 978-0300244175.
- Louis Adamic, Dynamite: The Story of Class Violence in America, Revised Edition (1934)
- Leo Zeilig (Editor), (2002). Class Struggle and Resistance in Africa. New Clarion Press..
- Gerson Antell/Walter Harris, "Economics For Everybody", Amsco School Publications, 2007
- Maavak, Mathew (децембар 2012). „Class Warfare, Anarchy and the Future Society” (PDF). Journal of Futures Studies. 17 (2): 15—36. Архивирано из оригинала (PDF) 19. 10. 2017. г. Приступљено 17. 04. 2023.
- Ness, Immanuel (2014). New Forms of Worker Organization: The Syndicalist and Autonomist Restoration of Class-Struggle Unionism. PM Press. ISBN 978-1604869569.
- Vasudevan, Ramaa (2019). „The Global Class War”. Catalyst. 3 (1): 110—139.

## Spoljašnje veze
Медији везани за чланак Nemiri на Викимедијиној остави